# NGC 5863
NGC 5863 (другие обозначения — ESO 581-22, MCG -3-39-1, NPM1G -18.0484, PGC 54160) — спиральная галактика с перемычкой (SBa) в созвездии Весы.
Этот объект входит в число перечисленных в оригинальной редакции «Нового общего каталога».